# Helicochetus mutaba
Helicochetus mutaba är en mångfotingart som beskrevs av Kraus 1960. Helicochetus mutaba ingår i släktet Helicochetus och familjen Odontopygidae. Inga underarter finns listade i Catalogue of Life.